# Les Eclaireurs
Les Eclaireurs är en udde i Antarktis. Den ligger i Västantarktis. Argentina, Chile och Storbritannien gör anspråk på området.
Terrängen inåt land är kuperad åt sydväst, men norrut är den platt. Havet är nära Les Eclaireurs åt nordost. Trakten är obefolkad. 